# 泛甲殼動物
泛甲殼動物（學名：Pancrustacea）是甲殼類及六足亞門的總稱。這個分類與缺角類有矛盾，因缺角類只包含多足綱及六足亞門，並認為甲殼類是較為疏遠的。截至2010年，泛甲殼動物已被廣泛接受。
多項分子研究都支持泛甲殼動物是單系群，但大部份甲殼類都是昆蟲的並系群，即昆蟲是演化自甲殼類祖先。

## 分类
泛甲殼動物由原來的顎足綱分拆，再與同屬甲殻亞門的介形綱及軟甲綱重新組合，成為寡甲總綱（Oligostraca）和多甲總綱 （Multicrustacea）兩個總綱。截至2019年12月27日，WoRMS紀錄泛甲殼動物包括下列各分類單元：
- 甲殼亞門 Crustacea
  - 鰓足綱 Branchiopoda：原為演化支 Vericrustacea之下的分類單元；
  - 頭蝦綱 Cephalocarida
  - 多甲總綱 Multicrustacea[8][9]
    - 六幼生綱 Hexanauplia[10]
      - 橈足亞綱 Copepoda：原為演化支 Vericrustacea之下的綱級分類單元；
      - 微虾亚纲 Tantulocarida：原為演化支 Vericrustacea之下的綱級分類單元；
      - 鞘甲亚纲 Thecostraca：原為演化支 Vericrustacea之下的綱級分類單元；

    - 软甲纲 Malacostraca：原為演化支 Vericrustacea之下的分類單元；

  - 寡甲總綱 Oligostraca[11][12]
    - 魚介形綱 Ichthyostraca[13]
      - 鰓尾亞綱 Branchiura：原為綱級
      - 舌形亞綱 Pentastomida：原為綱級，又名五口纲

    - 鬚虾亚纲 Mystacocarida
    - 介形綱 Ostracoda

  - 槳足綱 Remipedia
- ?†袋头纲 Thylacocephala[14]
- 六足亞門 Hexapoda
  - 內口綱 Entognatha
  - 昆蟲綱 Insecta